# 不昧流
不昧流（ふまいりゅう）は、松平不昧に始まり、松江藩で伝わった武家茶道の一派。不昧とは松江藩主の松平治郷の号。
松平不昧の茶道の系図を考慮すると石州流不昧派と称すべきであるが、不昧が雲州 (出雲国)候であることから雲州流と称されていた。また、出雲藩においては、単に「御流儀」「御國流」とも称していた。
現在の伝承組織では不昧流あるいは石州流不昧派と称している。

## 歴史
松平治郷は松江藩の7代藩主で、不昧と号した。藩主となる以前から江戸屋敷で茶道に励み、3代伊佐幸琢（半寸庵）から石州流怡渓派（後の石州流伊佐派）を学んでいたが、また一尾流の荒井一掌にも学んでいる。明和8年（1771年）石州流怡渓派の皆伝を受けた後に、様々な流派を参考にして独自の茶風に達し、享和2年（1802年）に茶事改正の達しを出している。これはあくまで個人のこととし、若い時分には「我が流儀立つるべからず」（『茶礎』）とも述べているが、しかしこの不昧の茶は家臣が不昧公御流儀として伝承してきた。
有沢弌通は松江藩家老で不昧の信頼が厚く、たびたび茶道に関する手紙をやりとりしている。その継嗣である有沢弌善には茶道を伝授した上に、本邸内には明々庵、後に別荘には菅田庵を指図している。以来、有沢家代々で不昧公御流儀を伝承し菅田庵を守り伝えてきた。有沢家では不昧流と称している。
一方、藤井長古（宗与）は松江藩茶堂として不昧公御流儀を藩士に広めた。2代目藤井長古（宗古）の弟子で茶堂を務めたものに、安喰善知と為石九方がある。安喰善知の門人には、松江藩の支藩である母里藩10代藩主松平直哉の子で子爵となった松平直敬があり、学習院や皇室で茶の湯の指導にあたるなどして関東地方に雲州流を広めた。この系譜は現在は石州流不昧派と称している。また為石九方の系譜は松江で一般に伝えられて、不昧流大円会と称している。

## 歴代
| 代   | 名       | 道号 | 生没年月日           | 備考                   |
| ---- | -------- | ---- | -------------------- | ---------------------- |
| 五   | 有沢弌通 | 宗佚 | 1716年-1776年5月28日 | 一歩庵                 |
| 六   | 有沢弌善 | 宗意 | 1742年-1810年        | 明々庵、菅田庵、向月亭 |
| 七   | 有沢弌悳 | 宗山 | 1779年-1851年        | 止々亭                 |
| 八   | 有沢弌審 | 宗閑 | 1811年-1891年        | 松涛庵                 |
| 九   | 有沢弌恒 | 宗滴 | 1856年-1927年        | 菅田庵                 |
| 十   | 有沢弌允 |      | 不詳                 |                        |
| 十一 | 有沢弌也 | 宗也 | 不詳                 | 菅田庵                 |
| 十二 | 有沢弌保 | 宗保 | 不詳                 |                        |

| 代 | 名       | 道号 | 生没年月日                  | 備考 |
| -- | -------- | ---- | --------------------------- | ---- |
| 初 | 松平不昧 | 宗納 | 1751年2月14日-1818年4月24日 |      |
| 二 | 藤井長古 | 宗与 | 1784年-1854年               |      |
| 三 | 藤井長古 | 宗古 | 不詳                        |      |
| 四 | 安喰善知 | 宗珉 | 不詳                        |      |
| 五 | 松平直敬 | 宗円 | 1870年-1942年               |      |
| 六 | 田中千子 | 宗真 | 不詳-1979年                 |      |
| 七 | 渡辺義一 | 宗石 | 不詳                        |      |
| 八 | 安原庸夫 | 宗云 | 不詳                        |      |